# Maianthemum bicolor
Maianthemum bicolor är en sparrisväxtart som först beskrevs av Takenoshin Nakai, och fick sitt nu gällande namn av Cubey. Maianthemum bicolor ingår i släktet ekorrbärssläktet, och familjen sparrisväxter. Inga underarter finns listade i Catalogue of Life.